# Llista de revistes de l'Associació Catalana de la Premsa Comarcal
Aquesta és una llista de revistes de l'Associació Catalana de la Premsa Comarcal.
- 777 Comunica
- Alella
- Àncora
- Avenç del Palau d'Anglesola
- Barret Picat
- Butlletí l'Aldea
- Caliu
- Cappont
- Carrilet
- Celsona Informació
- Cultura
- Delta del Llobregat
- Des dels Quatre Cantons
- Diari del Manlleu
- Diari de Sant Cugat
- Diari de Vilanova
- Diari del Baix Penedès
- Diari del Priorat / Diari de la Ribera
- Dovella
- El 3 de Vuit
- El 855
- El 9 Nou Osona i Ripollès
- El 9 Vallès Oriental
- El Baluard
- El Breny
- El Brogit
- El Butlletí de Llagostera
- El Codony
- El Fonoll
- El Foradot
- El Francolí
- El Llaç
- El Martinet
- El Pont de Fusta
- El Portal de Centelles
- El Pou de la Gallina
- El Pregoner d'Urgell
- El Punt Barcelona
- El Punt Girona
- El Punt Tarragona
- El Replà
- El Ripollès
- El Salí
- El Setmanari de Súria
- El Ter
- El Tots per a Tots
- El Vallenc
- El Xic Torrellenc
- El Cérvol
- Els Porxos
- L'Erol
- Església d'Urgell
- Estela
- Estímul
- Fet a Sant Feliu
- Forja
- Girasol Solivellenc
- Hora Nova
- L'Erol
- L'Artesenc
- L'Eco de Sitges
- L'Escalenc
- L'Esparver
- L'Espiga
- L'Esquerda de la Bastida
- L'Informador de Martorell
- La Comarca d'Olot
- La Farga
- La Foig
- La Fulla
- La Palanca
- La Pinya
- La Portada
- La Segarra
- La Tosca
- La Vall
- La Vall de Verç
- La Veu de Flix
- La Veu de l'Alt Congost
- La Veu de l'Anoia
- La Veu de la Segarra
- La Veu de l'Ebre
- La Veu de Torreflor
- La Vila
- Llobregós Informatiu
- Llumiguia
- Lo Collet
- Lo Floc
- Lo Senienc
- L'Om
- Montònec
- Montpeità
- Nas de Barraca
- Nova Badia
- Nova Conca
- Nova Tàrrega
- Osona Comarca
- Papers de Vi
- Portal Nou
- Portaveu del Segre Mitjà
- Recull
- Regió 7
- Ressò
- Ressò de Ponent
- Ressò Mont-rogenc
- Revista Cambrils
- Revista de Badalona
- Revista de Banyoles
- Revista de Palafrugell
- Revista del Baix Empordà
- Revista del Vallès
- Rubricata
- Sarment
- Segarra
- Segre
- Setmanari de l'Alt Empordà
- Setmanari Montbui
- Sió
- Som-hi!
- SomGarrigues
- Taradell
- Temps de Franja
- Terrall
- Torelló
- Vacarisses, Balcó de Montserrat
- Viladomenio
- 30º